# Sportverein Wehen 1926 Taunusstein
Lo Sportverein Wehen 1926 Taunusstein, conosciuto anche come Wehen Wiesbaden, è una società calcistica della città tedesca di Taunusstein, appena fuori Wiesbaden, nella regione dell'Assia. Milita nella 3. Liga, la seconda divisione del calcio tedesco. Fino a luglio 2007 la squadra era nota con il nome di SV Wehen.
Il 90% della società FI Fußball Invest GmbH & Co. KG appartiene alla Brita GmbH attraverso la Hanvest Holding GmbH. Il restante 10% è della società secondo la regola 50+1. Lo stadio è il Brita-Arena di Wiesbaden.

## Storia
Il club è stato fondato nel 1926 ed è stato chiuso dai nazisti nel 1933 e fino al 1939 ha giocato amichevoli occasionali.
Nel 1946, dopo la seconda guerra mondiale, il club si ristabilì di sua volontà. Gestì subito una squadra titolari e una squadra riserve, competendo con la prima squadra nella divisione locale, la B-Klasse Wiesbaden. Nel 1955 la società creò la squadra delle giovanili e successivamente cominciò ad impiegare i giocatori più talentuosi in prima squadra.
Il club vinse il Hessenpokal (la coppa regionale) nel 1988, nel 1996 e nel 2000; queste vittorie consentirono al club di partecipare alla coppa nazionale. Nella stagione 2000/01 la squadra offrì buone prestazioni battendo il Stuttgarter Kickers (a quel tempo nella Zweite Bundesliga) al primo turno 2-1 e perdendo poi con il Borussia Dortmund 0-1 dopo i tempi supplementari al secondo turno.
Per alcuni decenni il club militò tra la quarta e la sesta divisione, fino a quando non fu promossa in terza divisione alla fine degli anni ottanta. Retrocesse in quarta divisione nel 1995 ma ritornò prontamente nella Regionalliga nel 1997 e da quel momento in poi riuscì a stabilizzarsi nella serie in quanto non venne più retrocesse in categorie inferiori. All'inizio del XXI secolo si confermò come squadra che ambisce alla promozione arrivando al terzo posto nel 2005 e nel 2006. Nel 2007 la squadra è riuscita a conquistare la promozione nella Zweite Bundesliga. Retrocessa nel 2009, il club restò in 3. Liga per altre dieci stagioni: giunto terzo nel 2018-2019, il Wehen Wiesbaden vinse lo spareggio contro la terz’ultima di 2. Bundesliga, l’Ingolstadt 04, vincendo per 3-2 in trasferta dopo aver perso l’andata per 2-1. Dopo aver totalizzato un solo punto nelle prime 7 giornate di campionato, il club vince per 2-0 contro l'Osnabrück per poi ripetersi il weekend seguente trionfando per 2-1 sul campo dello Stoccarda, appena retrocessa dalla Bundesliga. L'andamento altalenante del club, che nel corso del campionato passó da pesanti sconfitte (come il 6-3 casalingo subito dall'Holstein Kiel o il 6-0 interno subito dal Norimberga, diretta concorrente del Wehen Wiesbaden nella lotta per la salvezza) a importanti vittorie (come il 6-2 esterno contro l'Osnabrück o il 5-3 casalingo contro il St. Pauli), porta il club a concludere il torneo al penultimo posto con 34 punti, sancendo così l'immediata retrocessione in terza divisione.

## Palmarès

### Competizioni nazionali
- Fußball-Regionalliga: 1

2006-2007 (Regionalliga Sud)

### Altri piazzamenti
- 3. Liga:

Terzo posto: 2018-2019
- Fußball-Regionalliga:

Terzo posto: 2004-2005 (Regionalliga Sud), 2005-2006 (Regionalliga Sud)

## Organico

### Rosa 2023-2024
| N. |                        | Ruolo | Calciatore                    |
| -- | ---------------------- | ----- | ----------------------------- |
| 1  | Germania (bandiera)    | P     | Arthur Lyska                  |
| 2  | Svizzera (bandiera)    | D     | Martin Angha                  |
| 4  | Germania (bandiera)    | D     | Sascha Mockenhaupt (capitano) |
| 5  | Germania (bandiera)    | D     | Emanuel Taffertshofer         |
| 6  | Germania (bandiera)    | C     | Gino Fechner                  |
| 7  | Germania (bandiera)    | C     | Robin Heußer                  |
| 8  | Germania (bandiera)    | C     | Nick Bätzner                  |
| 9  | Paesi Bassi (bandiera) | D     | Thijmen Goppel                |
| 10 | Germania (bandiera)    | A     | Antonio Jonjić                |
| 11 | Inghilterra (bandiera) | C     | Keanan Bennetts               |
| 13 | Marocco (bandiera)     | P     | Mohamed Amsif                 |
| 14 | Croazia (bandiera)     | A     | Franko Kovačević              |
| 15 | Italia (bandiera)      | D     | Max Reinthaler                |
| 16 | Germania (bandiera)    | P     | Florian Stritzel              |
| 17 | Germania (bandiera)    | D     | Florian Carstens              |
| 18 | Croazia (bandiera)     | A     | Ivan Prtajin                  |

| N. |                                 | Ruolo | Calciatore         |
| -- | ------------------------------- | ----- | ------------------ |
| 19 | Danimarca (bandiera)            | C     | Bjarke Jacobsen    |
| 20 | Corea del Sud (bandiera)        | C     | Lee Hyun-ju        |
| 21 | Germania (bandiera)             | C     | Julius Kade        |
| 22 | Germania (bandiera)             | C     | Amin Farouk        |
| 24 | Danimarca (bandiera)            | D     | Marcus Mathisen    |
| 26 | Serbia (bandiera)               | D     | Aleksandar Vukotić |
| 27 | Germania (bandiera)             | D     | Nico Rieble        |
| 29 | Germania (bandiera)             | D     | Lasse Günther      |
| 30 | Canada (bandiera)               | C     | Kianz Froese       |
| 31 | Germania (bandiera)             | P     | Noah Brdar         |
| 32 | Austria (bandiera)              | D     | Felix Luckeneder   |
| 33 | Australia (bandiera)            | A     | John Iredale       |
| 34 | Bosnia ed Erzegovina (bandiera) | A     | Amar Ćatić         |
| 36 | Marocco (bandiera)              | D     | Nassim El Ouarti   |
|    | Germania (bandiera)             | D     | Florian Hübner     |

### Partecipazione ai campionati
| Livello | Categoria     | Partecipazioni | Debutto   | Ultima stagione | Totale |
| ------- | ------------- | -------------- | --------- | --------------- | ------ |
| 2º      | 2. Bundesliga | 4              | 2007-2008 | 2023-2024       | 4      |
| 3º      | Oberliga      | 5              | 1989-1990 | 1993-1994       | 31     |
| 3º      | Regionalliga  | 11             | 1994-1995 | 2006-2007       | 31     |
| 3º      | 3. Liga       | 15             | 2009-2010 | 2025-2026       | 31     |
| 4º      | Landesliga    | 2              | 1987-1988 | 1988-1989       | 4      |
| 4º      | Oberliga      | 2              | 1995-1996 | 1996-1997       | 4      |